# Arne Geijer
Arne Geijer (Söderala, 7 mei 1910 - Bromma, 27 januari 1979) was een Zweeds syndicalist en politicus voor de SAP.

## Levensloop
Geijer was aanvankelijk werkzaam in de molen van Nyhammar, vervolgens werd hij actief in de metaalarbeidersbond. Van deze vakcentrale was hij secretaris van 1945 tot 1948 en voorzitter van 1948 tot 1953.
In 1955 werd hij verkozen tot parlementslid, een functie die hij uitoefende tot 1976. Hij was onder meer voorzitter van de commissie buitenlandse zaken (1967 - 1976). In 1957 werd hij aangesteld als voorzitter van de vakbond Landsorganisationen i Sverige (LO) in opvolging van Axel Strand. Zelf werd hij in deze hoedanigheid in 1973 door Gunnar Nilsson opgevolgd.
Tevens was hij van 1957 tot 1965 voorzitter van het Voorzitter Internationaal Verbond van Vrije Vakverenigingen (IVVV). Hij volgde in deze hoedanigheid de Belg Omer Becu op, zelf werd hij opgevolgd door de Italiaan Bruno Storti.
Ten slotte was hij van 1977 tot 1979 voorzitter van de Zweedse Organisatie voor Gepensioneerden (PRO). In deze hoedanigheid volgde hij Artur Kajbjer op, zelf werd hij opgevolgd door Lars Sandberg.
- Gemeinsame Normdatei: 119070278
- International Standard Name Identifier: 0000 0000 5380 3588
- KulturNav: 201f049d-180c-4643-bd5e-d4c1005e9e5e
- Nationale Bibliotheek van Israël: 987008981150205171
- LIBRIS: 188079
- Virtual International Authority File: 32798617
- WorldCat: E39PBJw93h9HykRR6PrtBbBpT3